# Взгляд (Україна)
«Взгляд» (укр. «Погляд») — російськомовний український таблоїд. Газету «Взгляд» пов’язують з Сергієм Арбузовим.

## Історія
Перший номер вийшов 26 вересня 2012 року. В січні 2013-го друкована версія доповнилася інтернет-ресурсом.

## Формат
Видання позиціонує себе, як класичний таблоїд. За визначенням самої редакції, рос. «мы пишем обо всем, что видим».

## Скандали
11 січня 2014 року речник єврокомісара Штефана Фюле Петера Стано заявив, що «Взгляд» у статті "У Фюле требуют по два года тюрьмы активистам Евромайдана" викривив та вигадав його слова.